# Morpho thalpius
Morpho thalpius är en fjärilsart som beskrevs av Jacob Hübner 1806/16. Morpho thalpius ingår i släktet Morpho och familjen praktfjärilar. Inga underarter finns listade i Catalogue of Life.